# Dragan Tubić
Dragan Tubić (cyr. Драган Tyбић) (ur. 24 sierpnia 1985 w Doboju) – serbski piłkarz ręczny reprezentant Serbii występujący na pozycji prawoskrzydłowego.
Grał w klubach: RK Mladost Čačak, RK Fidelinka Radnicki Subotica, z którym występował w Pucharze EHF w sezonach 2004/2005 i 2005/2006. W 2008 roku przeniósł się do RK Partizan Dunav Osiguranje, z którym występował w Pucharze Zdobywców Pucharów w sezonie 2008/2009 oraz Pucharze EHF i turnieju eliminacyjnym do Ligi Mistrzów w sezonie 2009/2010.
3 lutego 2010 roku podpisał półroczny kontrakt z opcją przedłużenia z Vive Targi Kielce, lecz po jego wypełnieniu zakończył grę w klubie i przeniósł się do Mors-Thy Håndbold. W duńskim klubie występował przez 2 sezony, po których przeniósł się do występującego w 1. Bundeslidze HBW Balingen-Weilstetten.
W 2009 został wybrany przez serbską federację na najlepszego piłkarza ręcznego Serbii
Był rezerwowym zawodnikiem kadry Serbii na Mistrzostwa Europy 2010.

## Osiągnięcia
- Mistrzostwo Serbii:
  -  1. miejsce (Partizan Belgrad)
  -  2. miejsce (Fidelinka Subotica)
- Super Puchar Serbii
  -  1. miejsce 2009 (Partizan Belgrad)
- Mistrzostwo Polski
  -  1. miejsce 2010 (Vive Targi Kielce)
- Puchar Polski
  -  1. miejsce 2010 (Vive Targi Kielce)